# 유인 (장량애후)
유인(劉仁, ? ~ 기원전 115년)은 전한 중기의 제후이다. 가족관계가 분명치 않은 인물로, 《사기》에서는 강도역왕의 아들, 《한서》에서는 양공왕의 아들이라고 한다.

## 생애
원삭 2년(기원전 127년), 장량후(張梁侯)에 봉해졌다.
원정 2년(기원전 115년)에 죽으니 시호를 애(哀)라 하였고, 작위는 아들 유순이 이었다.

## 출전
- 사마천, 《사기》 권21 건원이래왕자후자연표
- 반고, 《한서》 권15상 왕자후표 上

| 선대 (첫 봉건) | 전한의 장량후 기원전 127년 ~ 기원전 115년 | 후대 아들 유순 |